# Isaac van Hoornbeek

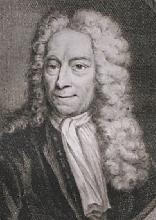
Isaac van Hoornbeek

Isaac van Hoornbeek, auch Isaäc van Hoornbeek (* 9. Dezember 1655 in Leiden; † 17. Juni 1727 in Den Haag) war zwischen den Jahren 1720 und 1727 Ratspensionär der Staaten von Holland und Westfriesland, das höchste Regierungsamt in der Republik der Vereinigten Niederlande.
Van Hoornbeek, der seit 1692 das Amt des Pensionärs der Stadt Rotterdam bekleidete, war einer der mächtigsten und einflussreichsten Politiker der sogenannten Zweiten statthalterlosen Periode.
Einer seiner bedeutendsten Unternehmungen in seiner Amtszeit als Ratspensionär der Staaten war der Kauf der Freien Herrlichkeit von Vianen von der Familie Lippe für die Summe von 898.200 Gulden.